# Trachypenaeus
Trachypenaeus is een geslacht van kreeftachtigen uit de klasse van de Malacostraca (hogere kreeftachtigen).

## Soorten
- Trachypenaeus anchoralis (Spence Bate, 1881)
- Trachypenaeus constrictus